# Zane C. Hodges
Zane Clark Hodges (* 15. Juni 1932 in Washington, D.C.; † 23. November 2008 in Mesquite (Dallas County, Texas)) war ein US-amerikanischer evangelikaler Theologe.

## Leben
Hodges wuchs in Chambersburg (Pennsylvania) auf, wo sein Vater Zebulon C. Hodges (1906–1993) in einem Munitionsdepot der US-Armee arbeitete. Zebulon und seine Frau Virginia Ellen geb. Henderson (1905–1994) waren anfangs Baptisten, schlossen sich aber während Zanes Kindheit der Brüderbewegung an. Ihr zweiter Sohn David Marion Hodges (1934–1979) wurde Statistiker.
Hodges erwarb 1954 am Wheaton College einen Bachelor-Grad in Griechisch und studierte anschließend Theologie am Dallas Theological Seminary. Seine 1958 vorgelegte Masterarbeit befasste sich mit dem griechischen Grundtext der Offenbarung. Nach dem Studium arbeitete er zunächst ein Jahr in der Bibliothek des Seminars, bevor er 1959 zum Assistant Professor, Mitte der 1970er Jahre dann zum Professor für neutestamentliche Literatur und Exegese ernannt wurde. 1986 trat er von der Professur zurück und gründete die christliche Organisation Kerugma Inc. (später Kerugma Ministries).
Etwa 50 Jahre lang gehörte Hodges der Victor Street Bible Chapel an, einer hispanischen Brüdergemeinde in Dallas. Bereits während seiner Studienzeit hatte er hier eine Jugendgruppe gegründet, später engagierte er sich im Lehr- und Predigtdienst. In seinen letzten drei Lebensjahren besuchte er die Oak Cliff Bible Fellowship in Dallas.
Hodges blieb zeitlebens unverheiratet.

## Theologie
Hauptarbeitsgebiete Hodges’ waren die Soteriologie und die neutestamentliche Textkritik.

### Soteriologie
Hodges gehörte zu den führenden Vertretern der Free Grace Theology, einer im klassischen Dispensationalismus wurzelnden, vor allem in der Auseinandersetzung mit dem Calvinismus entwickelten Konzeption der Soteriologie, die sich als konsequente Umsetzung der reformatorischen Erkenntnis von der „Rechtfertigung allein aus Glauben“ versteht und von folgenden Grundannahmen ausgeht:
1. Das ewige Leben ist ein Geschenk, für das Jesus Christus durch seinen Sühnetod am Kreuz vollständig bezahlt hat und das allein durch Glauben an ihn empfangen wird, unabhängig von Werken irgendwelcher Art. Glaube wird dabei als Zustimmung zu den Heilstatsachen verstanden; Abwendung von der Sünde, Lebensübergabe an Christus und Gehorsam gegenüber biblischen Geboten sind nicht Teil des rettenden Glaubens, sondern gehören zum Bereich der Jüngerschaft bzw. christlichen Lebensführung. Gläubige können dauerhaft in die Sünde zurückfallen und den Glauben sogar ganz aufgeben.
2. Das einmal empfangene Heil ist sicher und unverlierbar; diese Gewissheit gründet sich auf die Verheißung Jesu, nicht auf eigene Werke oder Gefühle. Damit wendet sich die Free Grace Theology sowohl gegen den Arminianismus, nach dem dauerhafte Sünde oder Abfall vom Glauben den Verlust des Heils nach sich zieht, als auch gegen den Calvinismus, nach dem alle wirklich Gläubigen bis zum Ende am Glauben festhalten (Punkt 5 der Lehrregeln von Dordrecht).
3. Alle Menschen müssen für ihre Taten Rechenschaft ablegen. Das Gericht Gottes wird für Gläubige und Ungläubige in zwei getrennten Sitzungen stattfinden und nicht mehr über Himmel und Hölle, sondern nur noch über die Höhe der Belohnung bzw. Strafe entscheiden. Zur Belohnung gehört u. a. die Teilhabe an der Regierung des Tausendjährigen Reiches. Insofern ist der Lebenswandel des Gläubigen zwar nicht heilsrelevant, aber doch höchst bedeutsam (mit diesem Argument begegnet die Free Grace Theology auch dem Vorwurf des Antinomismus).

Hodges vertrat innerhalb der Free-Grace-Bewegung eine als besonders radikal geltende Position, die von Gegnern wie John F. MacArthur als Radical No-Lordship bezeichnet wird. Während etwa der Free-Grace-Theologe Charles C. Ryrie noch davon ausgeht, dass die Echtheit des Glaubens durch „gewisse Veränderungen“ im Leben bestätigt oder bewiesen werden könne, stellte Hodges einen solchen Zusammenhang zwischen Glauben und Werken grundsätzlich in Abrede. Ab 1999 lehrte er, dass der Kerninhalt des Evangeliums nur in Jesu Verheißung des ewigen Lebens bestehe und das Heil prinzipiell auch ohne Kenntnis von Kreuz und Auferstehung Jesu erlangt werden könne (auch wenn es darauf gegründet sei). Diese Auffassung, von Gegnern innerhalb und außerhalb der Free-Grace-Bewegung als „Crossless Gospel“ oder „Promise-Only Gospel“ bezeichnet, traf in der seit 1986 bestehenden, stark von Hodges geprägten Grace Evangelical Society auf breite Zustimmung und wird bis heute von ihr vertreten.

### Neutestamentliche Textkritik
Abweichend von der herrschenden Meinung der neutestamentlichen Textkritik betrachtete Hodges den Mehrheitstext als ursprüngliche Gestalt des Neuen Testaments und gab 1982 mit seinem Kollegen Arthur L. Farstad die erste moderne Edition dieses Textes heraus.

## Schriften
- The Text of Aleph in the Apocalypse. Th.M. Thesis, Dallas Theological Seminary 1958.
- The Hungry Inherit. Refreshing Insights on Salvation, Discipleship, and Rewards. Moody Press, Chicago 1972. — 2. Aufl.: The Hungry Inherit. Whetting your Appetite for God. Multnomah Press, Portland 1980. — 3. Aufl.: The Hungry Inherit. Winning the Wealth of the World to Come. Redención Viva, Dallas 1997; Neuaufl. Grace Evangelical Society, Denton 2016.
- The Gospel under Siege. A Study on Faith and Works. Redención Viva, Dallas 1981. — 2. Aufl.: The Gospel under Siege. Faith and Works in Tension. Ebd. 1992; Neuaufl. Grace Evangelical Society, Denton 2017.
- Here Walks My Enemy. The Story of Luis. Redención Viva, Dallas 1982.
- (Hrsg. mit Arthur L. Farstad:) The Greek New Testament According to the Majority Text. Thomas Nelson, Nashville 1982, 2. Aufl. 1985.
- Grace in Eclipse. A Study on Eternal Rewards. Redención Viva, Dallas 1985, 2. Aufl. 1987; 3. Aufl. Grace Evangelical Society, Irving 2007; Neuaufl. Grace Evangelical Society, Corinth/Denton 2016.
- Dead Faith: What Is It? A Study on James 2:14–26. Redención Viva, Dallas 1987.
- Absolutely Free! A Biblical Reply to Lordship Salvation. Redención Viva, Dallas / Academie Books, Grand Rapids 1989; 2. Aufl. Grace Evangelical Society, Corinth 2014.
- (mit Earl D. Radmacher:) The NIV Reconsidered. A Fresh Look at a Popular Translation. Redención Viva, Dallas 1990.
- The Epistle of James. Proven Character through Testing. A Verse by Verse Commentary. Hrsg. von Arthur L. Farstad und Robert N. Wilkin. Grace Evangelical Society, Irving 1994.
- (mit Arthur L. Farstad, C. Michael Moss, Robert E. Picirilli und Wilbur N. Pickering:) The NKJV Greek-English Interlinear New Testament. Thomas Nelson, Nashville 1994.
- Power to Make War. The Career of the Assyrian Who Will Rule the World. Redención Viva, Dallas 1995.
- The Epistles of John. Walking in the Light of God’s Love. A Verse by Verse Commentary. Grace Evangelical Society, Irving 1999.
- Harmony with God. A Fresh Look at Repentance. Redención Viva, Dallas 2001.
- Six Secrets of the Christian Life. The Miracle of Walking with God. Redención Viva, Dallas 2004; Neuaufl. Grace Evangelical Society, Denton 2016.
- Hebrews. The Journey of Faith. Victor Street Bible Chapel, Dallas 2010. — Neuaufl.: The Journey of Faith. Sermons on Hebrews. Ebd. 2017.
- Luke. The Life of Imitating Jesus. 2 Bde. Victor Street Bible Chapel, Dallas 2011.
- A Free Grace Primer: The Hungry Inherit, The Gospel under Siege, Grace in Eclipse. Hrsg. von Robert N. Wilkin. Grace Evangelical Society, Denton 2011; Neuaufl. ebd. 2018.
- Romans. Deliverance from Wrath. Hrsg. von Robert N. Wilkin. Grace Evangelical Society, Corinth 2013.
- The Atonement and Other Writings. Hrsg. von Shawn C. Lazar. Grace Evangelical Society, Corinth 2014.
- Second Peter. Shunning Error in Light of the Savior’s Return. Hrsg. von Shawn C. Lazar. Grace Evangelical Society, Corinth/Denton 2015.
- Faith in His Name. Listening to the Gospel of John. Hrsg. von Robert N. Wilkin und Shawn C. Lazar. Grace Evangelical Society, Corinth/Denton 2015.
- (mit Robert N. Wilkin:) What Is the Outer Darkness? Grace Evangelical Society, Denton 2016.
- Power to Stand. An Exposition of Jude. Grace Evangelical Society, Denton 2016.
- (mit Robert N. Wilkin:) Tough Texts. Did Jesus Teach Salvation by Works? Grace Evangelical Society, Denton 2017.
- Spiritual Lessons from the Life of David. Grace Evangelical Society, Denton 2017.
- First Peter. The Salvation of the Soul. Vorwort von Shawn Lazar. Grace Evangelical Society, Denton 2017.
- Jesus, God’s Prophet. Grace Evangelical Society, Denton 2018.
- How to Be the Spouse God Wants You to Be. Male and Female Created He Them. Victor Street Bible Chapel, Dallas 2021.

Hodges verfasste auch die Kommentare zum Hebräerbrief und zu den drei Johannesbriefen im Bible Knowledge Commentary (hrsg. von John F. Walvoord und Roy B. Zuck, Victor Books, Wheaton 1983; dt. Das Neue Testament erklärt und ausgelegt, Hänssler, Neuhausen-Stuttgart 1992), außerdem etwa 50 Artikel für die theologischen Fachzeitschriften Bibliotheca Sacra, Journal of the Grace Evangelical Society, Chafer Theological Seminary Journal und Journal of the Evangelical Theological Society.

### Zur Person
- James A. Borland: Memorials. In: Journal of the Evangelical Theological Society 52 (2009), S. 209–219, hier 213f.
- Eunaka Kirby: Zane C. Hodges: New Testament scholar, speaker, author (Memento vom 6. Oktober 2010 im Internet Archive). In: The Dallas Morning News, 29. November 2008.
- Zane C. Hodges. In: ReCollections. Re-telling stories of gems from the Wheaton College Archives & Special Collections, 21. März 2010.
- Zane Hodges. In: Wheaton History A to Z, Alumni.
- Hiram J. Hodges: Descendants of Amos Hodges. In: RootsWeb, 28. Dezember 1997.

### Veröffentlichungen
- Journal of the Grace Evangelical Society (zahlreiche Beiträge von Hodges in den Jahrgängen 1990–2010)
- Grace in Focus (zahlreiche Beiträge von Hodges in den Jahrgängen 1990–1994, 1998–2001, 2006–2009, 2011–2014)
- Chafer Theological Seminary Journal (Beiträge von Hodges in den Jahrgängen 2000, 2002, 2003)
- Grace Evangelical Society Audio (Vorträge von Hodges)